# Tam Phước (phường)
Tam Phước là một phường thuộc tỉnh Đồng Nai, Việt Nam.
Đây là một trong 7 đơn vị hành chính cấp xã không thực hiện sắp xếp sau sáp nhập xã, phường của tỉnh Đồng Nai năm 2025.

## Địa lý
Phường Tam Phước có vị trí địa lý:
- Phía đông giáp xã An Viễn.
- Phía đông bắc giáp xã Trảng Bom.
- Phía tây giáp phường Long Hưng.
- Phía nam giáp xã An Phước.
- Phía bắc giáp phường Phước Tân.

Phường Tam Phước có diện tích 45,09 km², dân số năm 2025 là 48.313 người, mật độ dân số đạt 1.071 người/km².
Quốc lộ 51 đi qua địa bàn phường.

## Lịch sử
Địa bàn Tam Phước trước đây là thôn Phước Mỹ, thuộc tổng Long Vĩnh (sau là Long Vĩnh Thượng) của huyện Long Thành, phủ Phước Long, tỉnh Biên Hòa. Cuối thế kỷ XIX, Tam Phước có các ấp: Long Khánh, Phước Mỹ, Phước Hưng và An Phước. Từ năm 1939 trở đi, Tam Phước thuộc quận Long Thành, tỉnh Biên Hòa.
Ngày 21 tháng 5 năm 2008, Uỷ ban Nhân dân tỉnh Đồng Nai ban hành Quyết định 1609/QĐ-UBND, trong đó:
- Thành lập ấp Long Đức 3 từ một phần diện tích Long Đức 1
- Thành lập ấp Long Khánh 3 từ một phần diện tích Long Khánh 2.

Ngày 5 tháng 2 năm 2010, Chính phủ ban hành Nghị quyết số 05/NQ-CP. Theo đó, chuyển xã Tam Phước về thành phố Biên Hòa quản lý.
Ngày 10 tháng 5 năm 2019, Ủy ban thường vụ Quốc hội ban hành Nghị quyết số 694/NQ-UBTVQH14 (nghị quyết có hiệu lực từ ngày 1 tháng 7 năm 2019). Theo đó, thành lập phường Tam Phước trên cơ sở toàn bộ 45,10 km² diện tích tự nhiên và 53.731 người của xã Tam Phước.

## Hành chính
Phường Tam Phước được chia thành 7 khu phố: Long Đức 1, Long Đức 2, Long Đức 3, Long Khánh 1, Long Khánh 2, Long Khánh 3, Thiên Bình.